# Bohumil Prusík
Bohumil Prusík (26. května 1886, Klatovy – 6. září 1964, Mariánské Lázně) byl český lékař, internista a univerzitní profesor. Jeho specializací byly srdeční, cévní a plicní choroby. Stál u vzniku české angiologie.

## Život
Bohumil Prusík se narodil v Klatovech, kde byl jeho otec profesorem na místním gymnáziu. Od dětství patřil k nadaným žákům, studoval jazyky, hrál na několik hudebních nástrojů. Po maturitě na gymnáziu se zapsal na lékařskou fakultu Univerzity Karlovy v Praze (UK), kterou absolvoval v roce 1910. V následujícím roce nastoupil na II. interní kliniku UK k profesoru Thomayerovi. Absolvoval několik studijních pobytů v zahraničí a získané poznatky uplatňoval v klinické praxi. V roce 1920 se stal asistentem profesora Pelnáře s titulem soukromého docenta. Habilitoval se prací Periferní cévy a jejich účast na oběhu krevním a této problematice se věnoval téměř celý život. V roce 1921 přešel na nově otevřenou propedeutickou kliniku a stal se jejím přednostou. V roce 1935 byl jmenován řádným profesorem. V roce 1938 byl jako první český lékař navržen na Nobelovu cenu za fyziologii nebo lékařství.
Po uzavření vysokých škol působil od roku 1940 na interním oddělení nemocnice na Vinohradech, současně předsedal Spolku českých lékařů. Jeho kariéra po 2. světové válce byla poznamenána obviněním z kolaborace, kdy mu bylo na určitou dobu znemožněno přijímat veřejné funkce a vědecky se prezentovat v zahraničí. V letech 1945–1958 byl přednostou IV. interní kliniky FVL UK a od roku 1952 vedl zároveň katedru interní propedeutiky. Na přelomu 50. a 60. let řídil angiologickou laboratoř. Od roku 1961 zastával funkci prezidenta Mezinárodní angiologické unie.
V roce 1956 byl zvolen členem-korespondentem Československé akademie věd a u příležitosti 70. narozenin vyznamenán Řádem práce. Byl velkým milovníkem Konstantinových Lázní, které po něm pojmenovaly dnes nejdůležitější Prusíkův pramen.
Bohumil Prusík zemřel na srdeční infarkt při regeneračním pobytu v Mariánských Lázních ve věku 78 let, rok po odchodu do důchodu. Byl pohřben na Vinohradském hřbitově.

## Význam
Bohumil Prusík jako jeden z prvních začal v české medicíně používat moderní léčebné a diagnostické postupy, které poznal při studijních cestách v zahraničí. Už v roce 1912 přivezl z Anglie první elektrokardiograf, který koupil za vlastní peníze, a zavedl nové vyšetřovací metody v kardiologii.  Zasloužil se o vznik české angiologie.
Roku 1923 začal využívat inzulin při léčbě diabetického komatu, určil bazální metabolismus, zavedl nové diety k léčení diabetu.
V rámci interního lékařství se nejvíce věnoval kardiovaskulárním problémům a v této oblasti učinil řadu originálních objevů, kterými získal uznání i v cizině: objev hyperabdukačního syndromu, vliv adrenalinu na srdeční svalovinu, účinky kyseliny nikotinové na cévní choroby.
Po druhé světové válce svou pozornost zaměřil na oblast gerontologie, sledování hladin krevních bílkovin, cholesterolu, enzymatických procesů a změny cévních reakcí ve vztahu k věku. Až do smrti byl předsedou Československé gerontologické společnosti. Byl zakladatelem tělovýchovné medicíny.
Je autorem více než dvou set vědeckých prací. Patří mezi ně například Pituitrin a jeho účin na systém cévní a srdce (1927), Nemoci plic a pohrudnice (1947), Nemoci srdce a cév (1956) a Propedeutika vnitřních nemocí (1958 kol.).